# UTC+6:30
UTC+6:30 — часовий пояс, який використовують на Кокосових островах в Австралії та в країні М'янма.

## Використання

### Постійно протягом року
- Австралія - част.:
  -  Кокосові острови
- М'янма

### Як літній час
Зараз не використовують

## Історія використання
Додатково час UTC+6:30 використовували:

### Як стандартний час
- Індія
- Шрі-Ланка
- Бангладеш

### Як літній час
- Індія
- Шрі-Ланка
- Бангладеш
- Пакистан (1942-1945)